# Kevin Kilner
Kevin Kilner (Baltimore (Maryland), 3 mei 1958) is een Amerikaans acteur.

## Biografie
Kilner werd geboren in Baltimore (Maryland), en doorliep de high school aan de Dulaney High School in Baltimore County. Hierna studeerde hij af aan de Johns Hopkins-universiteit in Baltimore. Tijdens zijn tijd op de universiteit was hij actief in het spelen van lacrosse, en speelde voor de NCAA. In 1998 is Kilner getrouwd met actrice Jordan Baker.
Kilner begon in 1989 met acteren in de televisieserie The Cosby Show, waarna hij in nog meer dan 110 televisieseries en films speelde. Naast het acteren voor televisie is hij ook actief in het theater.

## Filmografie

### Films
Selectie:
- 2013 Paranoia - als Tom Lungren
- 2008 The Coverup - als Gregg Pratt
- 2007 Live! - als omroeper nieuwsflits
- 2004 A Cinderella Story - als vader van Austin
- 2004 Raising Helen - als Ed Portman
- 2001 American Pie 2 - als vader
- 1998 Point Last Seen - als Kevin Harrison
- 1997 Home Alone 3 - als Jack Pruitt
- 1991 Switch - als Dan Jones

### Televisieseries
Selectie:
- 2023 Play on Podcasts - als Alonso - 6 afl.
- 2021 Dynasty - als senator Bill North - 2 afl.
- 2021 Bonding - als MJP - 3 afl.
- 2015 Happyish - als David - 5 afl.
- 2013-2014 House of Cards - als Michael Kern - 3 afl.
- 2007-2011 Greek - als mr. Chambers - 3 afl.
- 2009 Dollhouse - als Joe Hearn - 2 afl.
- 2008 Cashmere Mafia - als Clayton - 4 afl.
- 2007 The ½ Hour News Hour - als Jack McCraney - 6 afl.
- 2005-2006 One Tree Hill - als Larry Sawyer - 6 afl.
- 1997-2001 Earth: Final Conflict - als William Boone - 24 afl.
- 1995-1996 Almost Perfect - als Mike Ryan - 25 afl.
- 1990 Knots Landing - als Alex Georgi - 3 afl.

- Biblioteca Nacional de España: XX4871507
- Bibliothèque nationale de France: cb14193500v (data)
- International Standard Name Identifier: 0000 0001 1571 3431
- Library of Congress Control Number: no2011041394
- Virtual International Authority File: 56820428
- WorldCat: E39PBJht67P64RHTFK4TtQDg8C